# Perissopauropus amphikomus
Perissopauropus amphikomus är en mångfotingart som beskrevs av Ulf Scheller 1997. Perissopauropus amphikomus ingår i släktet Perissopauropus och familjen fåfotingar. Inga underarter finns listade i Catalogue of Life.